# Ceratopogon clavatus
Ceratopogon clavatus är en tvåvingeart som beskrevs av Clastrier 1966. Ceratopogon clavatus ingår i släktet Ceratopogon och familjen svidknott.
Artens utbredningsområde är Kanarieöarna. Inga underarter finns listade i Catalogue of Life.